# Аллонже, Огюст
Огюст Аллонже́ (фр. Auguste Allongé; 19 марта 1833, Париж — 4 июля 1898, Буррон-Марлотт, Франция) — французский живописец, график, гравёр и иллюстратор XIX века.

## Биография
Учился в 1852 году в Национальной школе изящных искусств в Париже под руководством Леона Конье и Луи Жозефа Сезара Дюкорне. В 1853 году Огюст Аллонже был награждён медалью.
Работал в технике акварели и рисунка углем. Создал ряд известных литографий и пейзажей.
Аллонже занимался преподаванием техники рисунка древесным углём. В 1875 году опубликовал трактат об искусстве, переведённый на несколько языков.
Основным соперником Огюста Аллонжа в конкурсах в рисунке углём был Максим Лаланн.
Участник Парижских выставок, в частности, акварельной в 1896 году.
Завоевал громкую популярность в Париже, о чём писал С. Дягилев:

Два парижских акварелиста художники Нозаль и Аллонже выставили также интересные вещи. В общем, хорошее, сильное впечатление. У Аллонже хорош его большой пейзаж с лесной дорогой, хотя по выставленным вещам трудно объяснить себе громкое имя художника. 
Был близок к барбизонской школе.

## Галерея
- Turf along the River Shore
- Лес
- Ручей на опушке леса
- Барбизонская гравюра